# David E. Kaiser

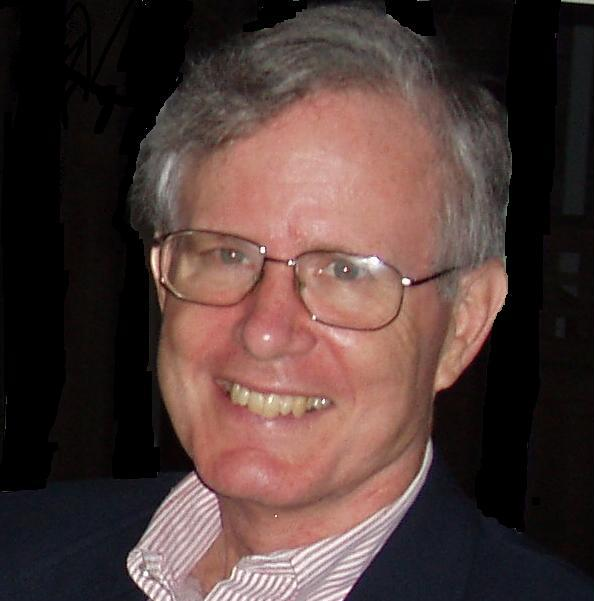
Retrato de Kaiser.

David E. Kaiser (1947) es un historiador estadounidense.
Es autor de obras como Economic Diplomacy and the Origins of the Second World War. Germany, Britain, France, and Eastern Europe 1930-1939 (Princeton University Press, 1980), Postmortem: New Evidence in the Case of Sacco and Vanzetti (University of Massachusetts Press, 1985), escrito junto a William Young trata sobre el proceso contra los anarquistas Sacco y Vanzetti, Politics and War: European Conflict from Philip II to Hitler by David Kaiser (Harvard University Press, 1990), Epic Season. The 1948 American League Pennant Race (University of Massachusetts, 1998), American Tragedy: Kennedy, Johnson, and the Origins of the Vietnam War (Harvard University Press, 2000), The Road to Dallas. The Assassination of John F. Kennedy (Belknap/Harvard University Press, 2008), sobre el asesinato de Kennedy, o No End Save Victory: How FDR Led the Nation into War (2014), entre otras.